# 襲髄命
襲髄命（かねすねのみこと）とは、古墳時代の豪族・出雲国造の一人。

## 概要
初代国造である父の宇迦都久怒命に次いで、二代目の国造となる。一説に野見宿禰と同一人物とするものもあるが、両者は父子兄弟が異なる全くの別人であり同史料は他に類を見ない特異なものである。